# Chrysophyllum subnudum
Chrysophyllum subnudum – gatunek drzew należących do rodziny sączyńcowatych. Występuje na terenie Afryki, na obszarze przybrzeżnym Zatoki Gwinejskiej, głównie w Kamerunie i Gabonie.